# Musée Léon-Dierx
Le musée Léon-Dierx est un musée d'art de l'île de La Réunion, département d'outre-mer français dans le sud-ouest de l'océan Indien. Il est situé dans la rue de Paris à Saint-Denis, le chef-lieu.

## Histoire du musée

### Projet et création du musée

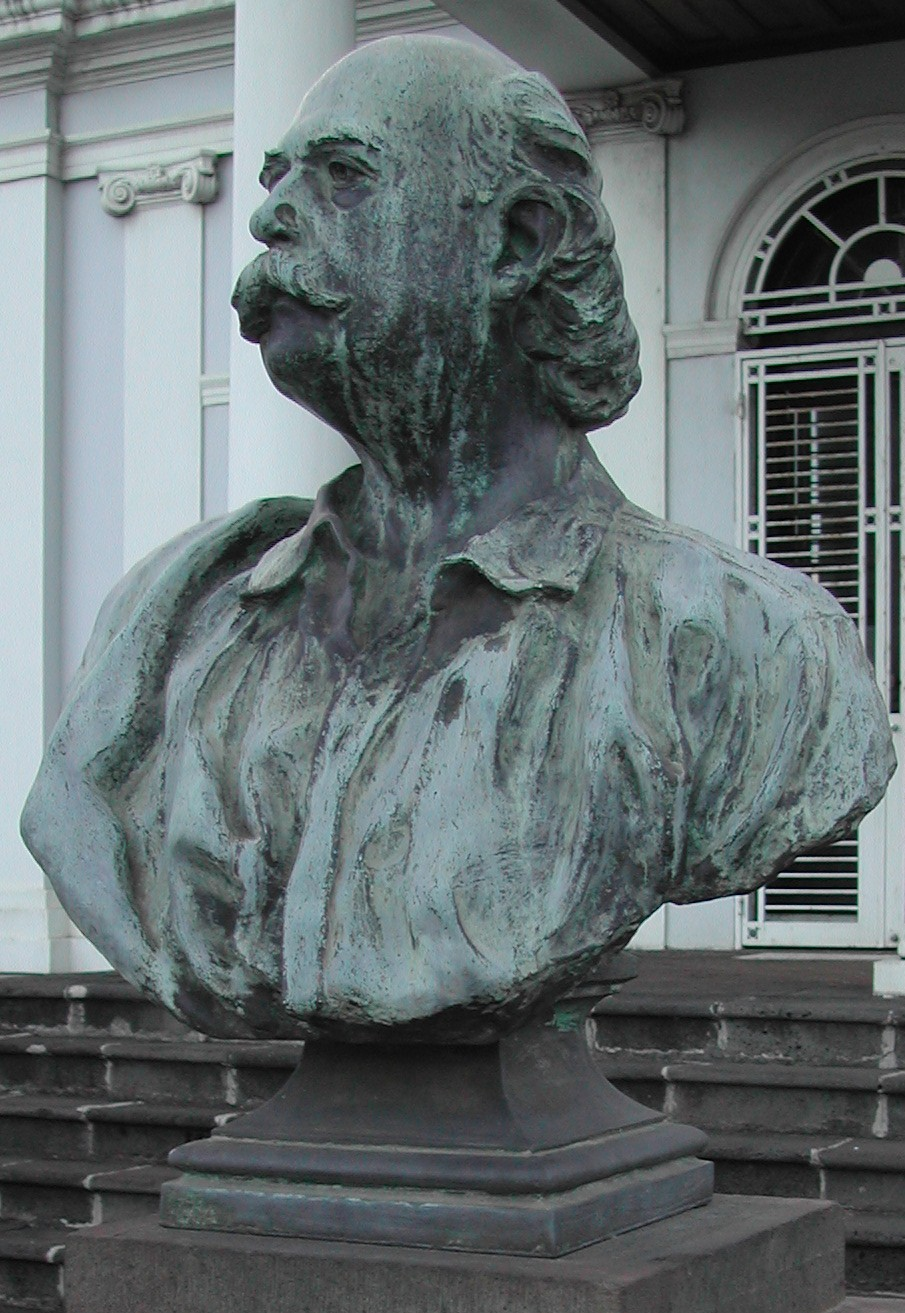
Buste de Léon Dierx devant la façade du musée

Dès le milieu du XIXe siècle, l’élite intellectuelle et politique de La Réunion réclame la création d’un musée consacré, selon la formule de l’époque, aux « Beaux-Arts ». Il faut attendre le début du XXe siècle pour assister à sa naissance, grâce à l’action de deux créoles, amis d’enfance, Georges Athénas et Aimé Merlo (connus en littérature sous le pseudonyme littéraire de Marius-Ary Leblond). Ils reçoivent dans leur démarche le soutien du Conseil Général (à l'époque, Conseil Colonial) de La Réunion qui affecte au projet l’ancienne résidence des évêques de Saint-Denis (ex-maison Manès). Le 12 novembre 1912, le public découvre le nouveau musée, le second créé à La Réunion après le Muséum d’Histoire naturelle. Il porte depuis sa création le nom de Léon Dierx, poète, peintre et sculpteur réunionnais.

### La maison Manès
Lors de sa création, les collections du musée sont installées dans une ancienne maison d’habitation, bâtie entre 1843 et 1846. Située le long de la rue de Paris, elle se distingue par sa façade en pierre qui masque un bâtiment construit en bois. Elle a été construite par les frères Fraixe, architectes, pour Gustave Manès, notable et planteur de la colonie qui la vend en 1855 à Georges Imhaus (d) , un industriel et homme politique. En 1860, elle devient la propriété du Conseil général qui la met à disposition des évêques de la colonie. L’évêché quitte les lieux en 1911.

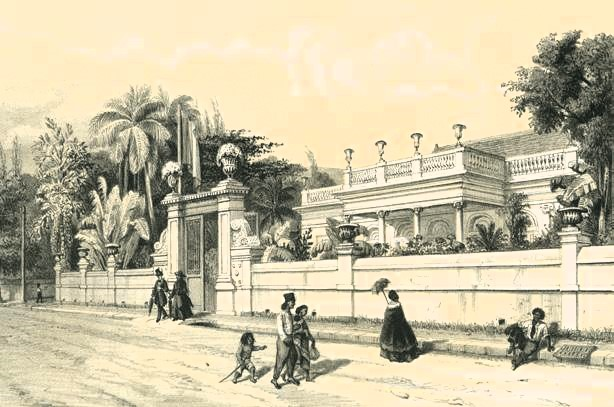
Maison Manès en 1849, par Antoine-Louis Roussin.

### Reconstruction
De 1912 aux années 1950, le musée ne subit aucune modification : les administrateurs du musée se contentent de procéder à des réparations urgentes ou à des travaux d’entretien. Au début des années 1960, un projet de reconstruction est élaboré par les architectes Jean Hébrard et Daniel de Montfreid, alors responsable des bâtiments publics dans le département. En 1963, les collections sont mises en réserve et la vieille maison Manès est alors entièrement détruite, y compris la façade en pierre. En 1965, le nouveau musée rouvre ses portes au public. Le portique et la façade ont été reconstruits en béton et des salles modernes et fonctionnelles permettent un meilleur accrochage. L’ensemble est complété à l’arrière par des bureaux et des réserves terminés en 1970.

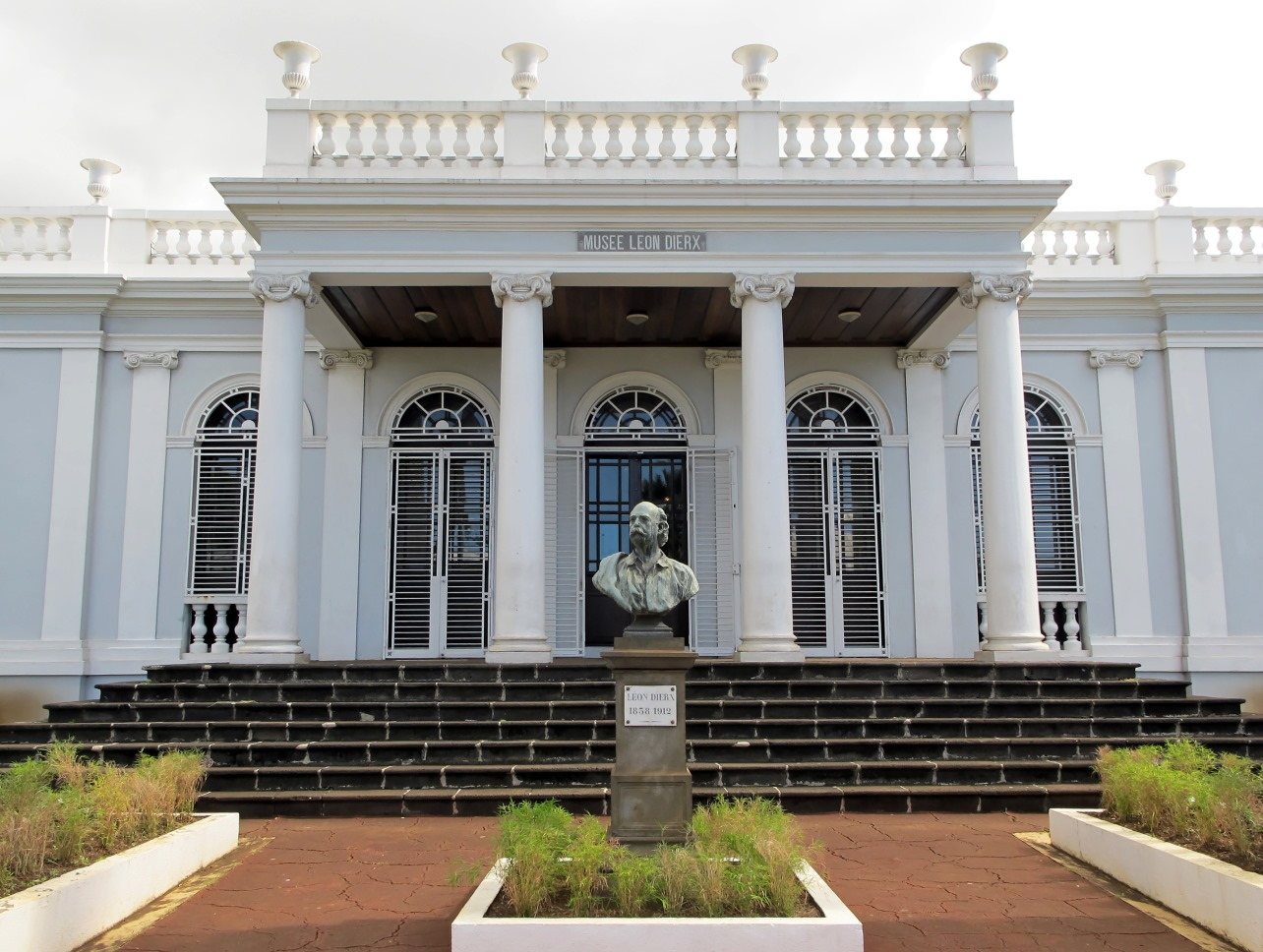
Le musée en 2010.

Le musée a été représenté sur une série de timbres signés Robert Caulet, diffusés de 1932 à 1944.

## Collections

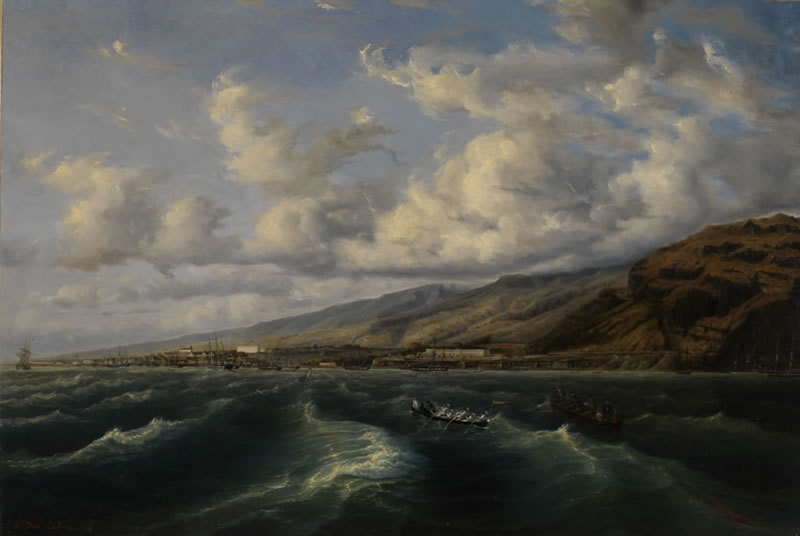
Marine devant Saint-Denis. Huile sur toile. Collection du musée Léon Dierx, Réunion, inv. no. 1939.00.281

Il contient des marines de Numa Desjardins, des estampes d'Alfred Richard, un bronze de Pablo Picasso, des œuvres de la collection Lucien Vollard, le frère d'Ambroise Vollard, parmi lesquelles celles de Gustave Caillebotte, Paul Cézanne, Paul Gauguin, Auguste Renoir, Odilon Redon, Georges Rouault, etc., Mer et rochers rouges de Louis Valtat, Fleurs de Maurice de Vlaminck ainsi que des photographies du XIXe siècle (photographies de François Cudenet et de ses toiles) et des toiles d'artistes locaux (dont Arthur Grimaud, Adolphe Le Roy, Antoine Louis Roussin) ainsi que du peintre montmartrois Georges Michel.
Une partie des collections du musée est visible sur le site de l'Iconothèque historique de l'océan Indien, catalogue numérique des musées départementaux de La Réunion.

### Œuvres

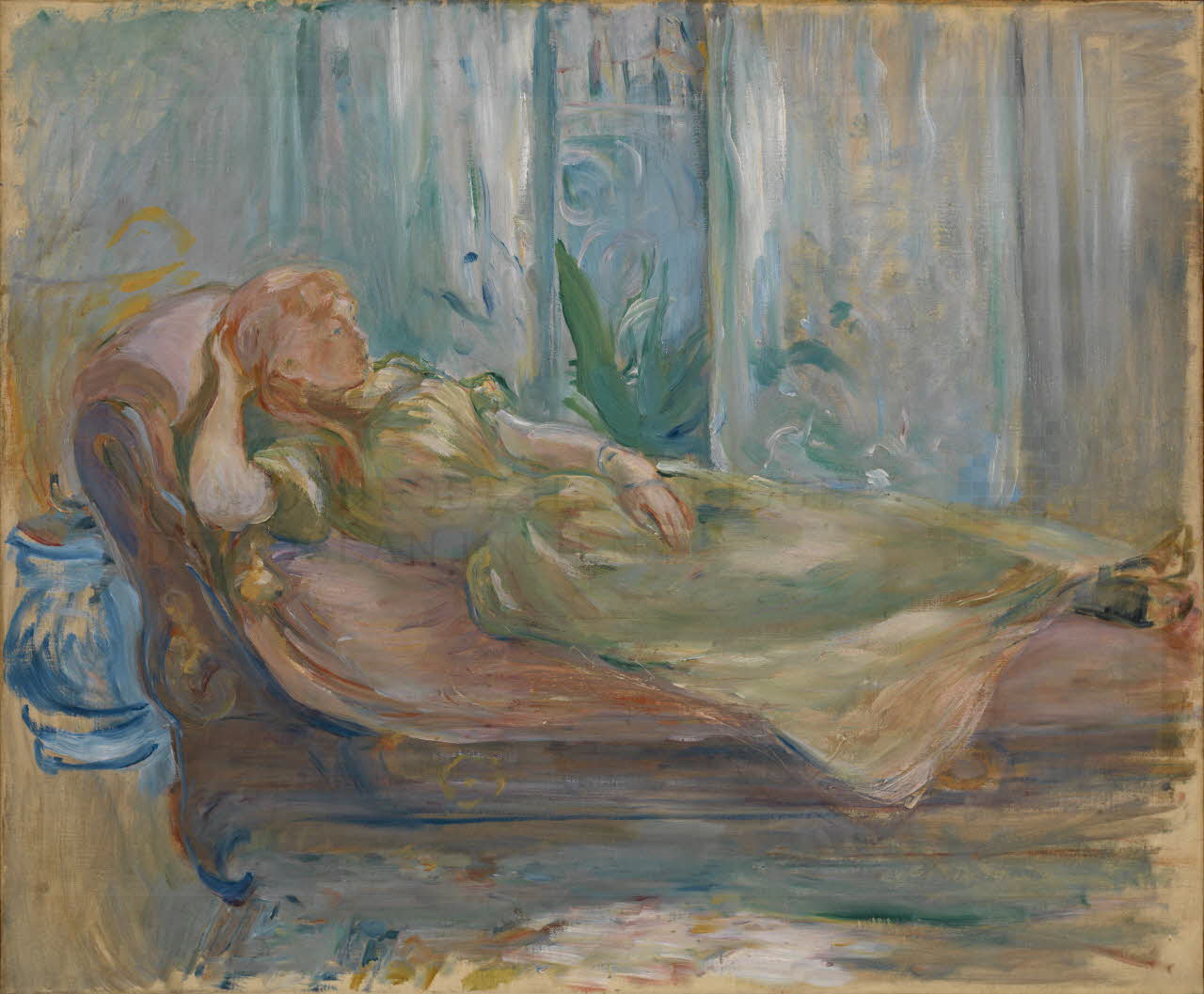
Jeune Fille au divan de Berthe Morisot, 1893.

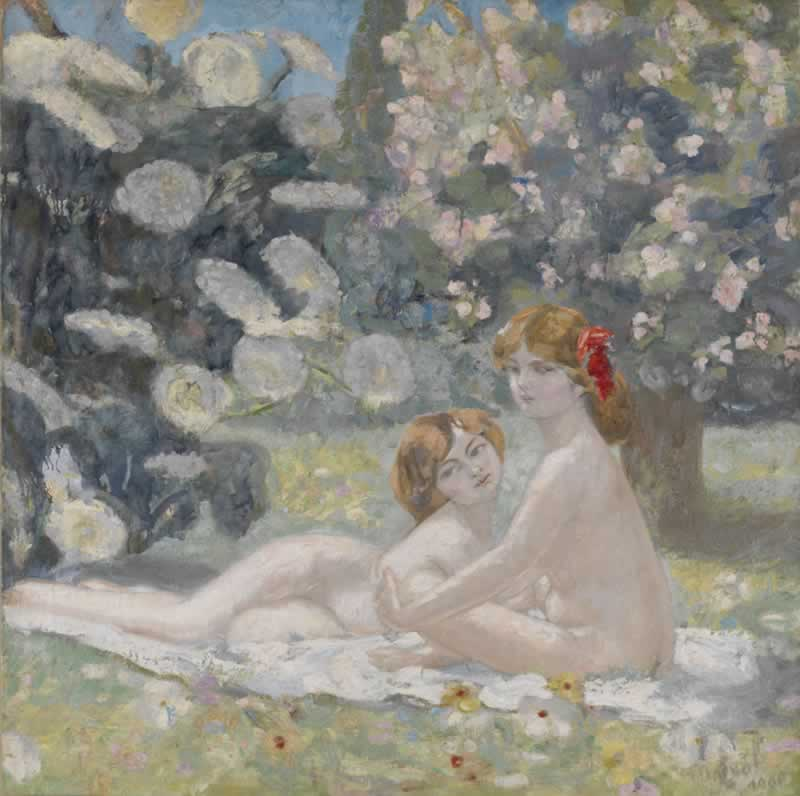
Les Cigales de Jacqueline Marval, vers 1906.

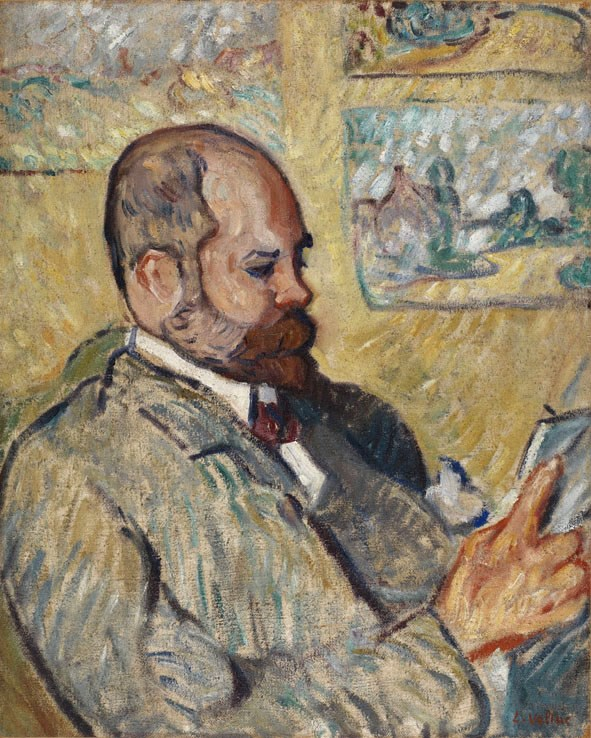
Portrait d'Ambroise Vollard de Louis Valtat, vers 1908.

- François Guiguet  : " Portrait d'Angèle " 1911
- Georges Michel : Averse sur la Plaine Saint-Denis (1820-1830)
- Adèle Ferrand : Autoportrait à la robe blanche (deuxième quart du XIXe siècle)
- Eugène Delacroix : Agave au Maroc (entre 1830 et 1840)
- Henri Frédéric Schopin : Paul et Virginie dans la forêt (1841)
- Henri Frédéric Schopin : Virginie au bain (1843-1844)
- Adèle Ferrand : Portrait de Denis François le Coat de Kervéguen (vers 1846)
- Arthur Grimaud : Portrait d'un colon de Bourbon (1848)
- Adolphe Martial Potémont : Paysage à Madagascar (vers 1850)
- Numa Desjardins : Vue de Saint-Denis (1854)
- Théodore Gudin : Un soleil levant sur l'île Bourbon (1868)
- Antoine Louis Roussin : La Cathédrale de Saint-Denis (1877)
- Adolphe Le Roy : Gorges de la Rivière du Mât (1877)
- Paul Gauguin : Jeune Femme au capuchon (1886-1887)
- Émile Bernard : Maison au fond d'un parc (1888)
- Maurice Eliot : L'Étang fleuri (1892)
- Berthe Morisot : Jeune Fille au divan (1893)
- Gustave Caillebotte : L'Entrée du jardin, Petit-Gennevilliers (vers 1893)
- Maximilien Luce : Le Jardin (vers 1893-1895)
- Paul Gauguin : Masque de sauvage (1894-1895)
- Francisco Iturrino : Grand Paysage (vers 1900)
- Ernest de Chamaillard : Falaises de Douarnenez (vers 1900)
- Jacqueline Marval : Les Cigales (vers 1906)
- Émile Bernard : Femme au tambourin (1907)
- Louis Valtat : Portrait d'Ambroise Vollard (vers 1908)
- Félix Vallotton : Femme lisant dans un intérieur (1910)
- Théo Van Rysselberghe : Visage de femme en plein air (vers 1910)
- Frederick Carl Frieseke : Femme nue dans un sous-bois (avant 1914)
- Émile Bernard : Portrait d'Ambroise Vollard (1916)
- Othon Friesz : La Bergère endormie (1920)
- Maxime Maufra : Bretons sur la route (non datée)

## Conservateurs
Les conservateurs et responsables scientifiques du Musée Léon-Dierx depuis 1911 :
- Aimé Merlo
- Eugène Massinot
- Henri Wacquiez
- Suzanne Greffet-Kending
- François Cheval
- Jean-Paul Le Maguet
- Laurence Le Cieux
- Laurence Madeline
- Bernard Leveneur

## Expositions temporaires
- Adèle Ferrand, femme peintre à l’époque romantique, octobre 2015 - mars 2016
- De Manet à Picasso, novembre 2016 - juin 2017. Collaboration avec Johannesburg Art Gallery
- Au cœur d'une île, les artistes et les Hauts de La Réunion au XIXe siècle, septembre 2017- avril 2018
- Traces fantômes de Charly Lesquelin et Un peu de bleu dans le paysage de Charles Prime, mai - août 2018. Résidence d'artiste Patrimoine et création
- Un monde flottant, dialogues d’estampes Japon-Europe, octobre 2018 - mars 2019. Collaboration avec Johannesburg Art Gallery
- Le Jour de l'abolition, avril - septembre 2019. En lien avec les 375 ans de l'abolition de l'esclavage à La Réunion
- Les Hauts d'une île, photographies de Morgan Fache, novembre 2019 - avril 2020. Résidence d'artiste Patrimoine et création
- "PIÉDBWA", l'Arbre Manifeste, installation de Kako, novembre 2020 - avril 2021. Résidence d'artiste Patrimoine et création.

### Catalogues d'exposition
- Jean-François Rebeyrotte. La collection Ambroise Vollard du Musée Léon-Dierx : les donations de 1912 et 1947. Musée Léon Dierx, 1999 (ISBN 2-85056-356-0)
- Christian Germanaz, Bernard Leveneur. Au cœur d'une île, les artistes et les Hauts de La Réunion au XIXe siècle. Musée Léon Dierx, 2017  (ISBN 978-2-9527874-8-2)
- Claude Allemand-Cosneau, Bernard Leveneur. De Manet à Picasso : trésors de la Johannesburg Art Gallery et du Musée Léon Dierx. Musée Léon Dierx, 2016  (ISBN 978-2-9527874-7-5)

### Autres
- Armelle Jacquinot, Maryse Duchêne, Jacqueline Ah-Koon. Le Musée Léon Dierx, la Réunion. Réunion des musées nationaux, 2001 (ISBN 2-7118-4405-6)
- Fabienne Jonca, Bernard Leveneur. Ambroise Vollard – Un don singulier. Éditions 4 Épices, 2017  (ISBN 978-2-95272-04-96)